# تشارلز إتش. ستيوارت
تشارلز إتش. ستيوارت هو مصرفي وصيدلي وسياسي أمريكي، ولد في 22 سبتمبر 1867 في جوليت في الولايات المتحدة، وتوفي في 18 يونيو 1936 في ملبورن في الولايات المتحدة. نشط حزبياً في الحزب الجمهوري.